# Redmi
Redmi es una marca encargada de la línea de teléfonos inteligentes de gama baja, media y alta, así como diversos accesorios diseñados y comercializados por Xiaomi. Se introdujo al mercado como una línea de teléfonos inteligentes de bajo presupuesto fabricados por Xiaomi, cuyo anuncio se dio por primera vez en julio de 2013.
Los teléfonos Redmi usan la interfaz de usuario de Xiaomi HyperOS, una variante de Android. En sus modelos pueden encontrarse terminales con pantallas por lo general hasta 5 pulgadas, y en la serie Redmi Note pantallas superiores a 5 pulgadas. Los modelos a partir del Redmi Pro, que se introdujo por primera vez en 2016, utilizan un sistema de cámara dual y USB-C. Asimismo, algunos terminales incorporan la tecnología OLED en sus pantallas y soportan redes 5G.
Redmi ha sido comercializada en varios países asiáticos, europeos y americanos. La diferencia más significativa con otros teléfonos inteligentes de Xiaomi es que utiliza componentes menos costosos y por lo tanto, son más rentables. En agosto de 2014, el Wall Street Journal informó que en el 2º trimestre del año fiscal 2014, los smartphone de Xiaomi estaban en el ranking de envíos en China con una participación en el mercado del 14 %. Las ventas de Redmi se atribuyeron como un factor contribuyente a esta ganancia en las clasificaciones de envío.

## 2013
El teléfono Redmi lanzado en 2013 fue anunciado por primera vez en la web de Xiaomi, el 12 de julio de 2013 empezaron las ventas al consumidor.

## 2014

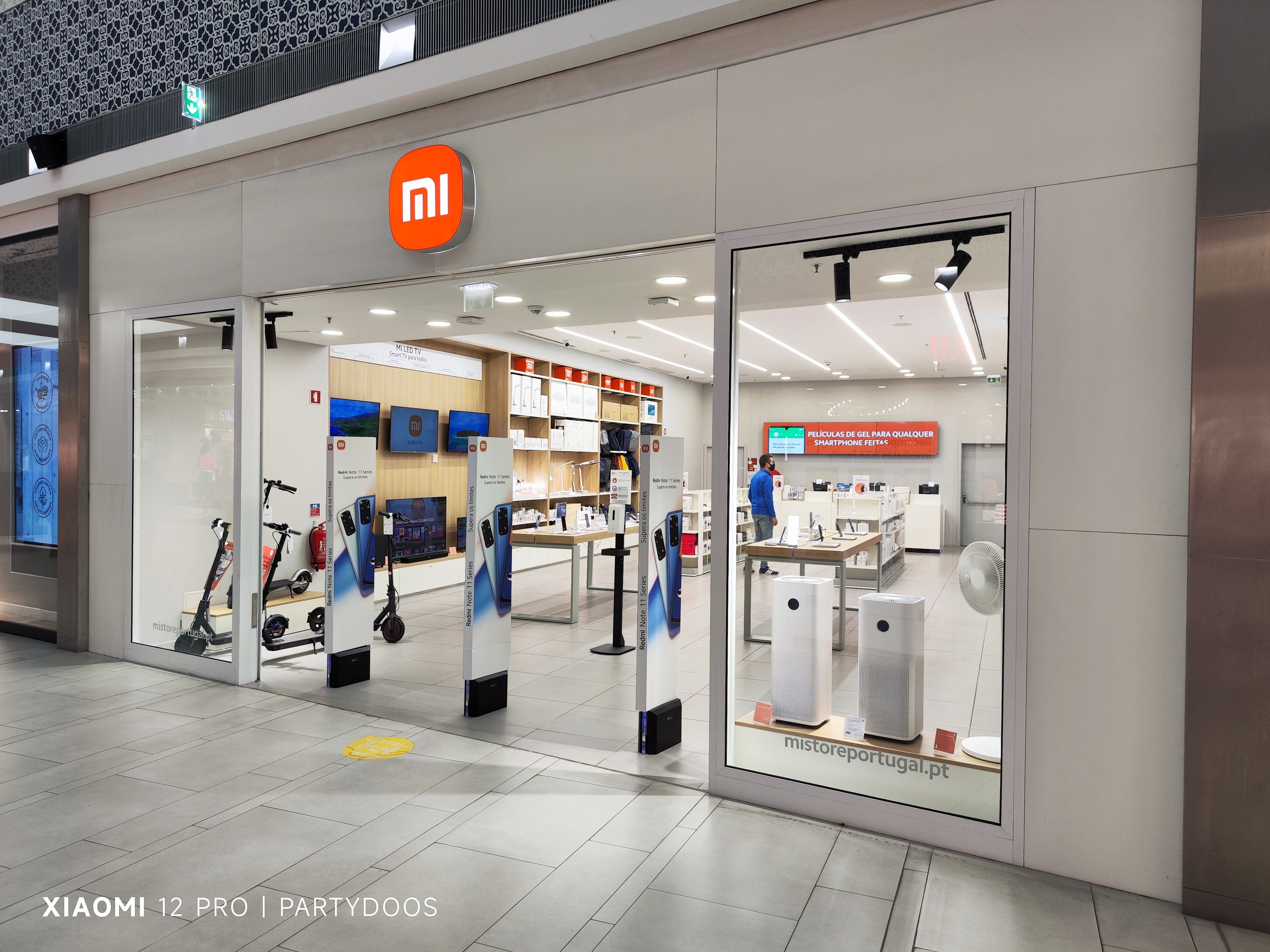
Una tienda Xiaomi en Loulé, Portugal, tomada en 2022.

El 13 de marzo de 2014, se anunció que los teléfonos Redmi se habrían agotado, solo en Singapur, ocho minutos después de haber sido mostrado a los consumidores en la web de Xiaomi. Las críticas sobre el lanzamiento de los teléfonos Redmi han incluido la idea de que la empresa puede estar exagerando sus ventas al realizarlas en pequeños lotes, lo que hace que se agoten rápidamente.
El 4 de agosto de 2014, El Wall Street Journal informó que en mercado de teléfonos inteligentes en China, Xiaomi superó a Samsung en el 2º trimestre del año fiscal 2014 con una cuota de mercado del 14% en el ranking de envíos de teléfono inteligente, mientras que Samsung tuvo un 12% de cuota durante ese periodo. Por otro lado Yulong y Lenovo ambos tuvieron una cuota del 12% durante ese periodo. Las ventas de Redmi son atribuidas a la contribución de Xiaomi en el crecimiento de envíos en el ranking del mercado de teléfonos inteligentes. En cambio, en el primer trimestre de 2014, Xiaomi mantuvo una cuota de mercado del 10.7%.

## 2015
El  Redmi Note 3 se lanzó el 24 de noviembre de 2015, distinto a sus predecesores, este no tiene una batería desmontable o una ranura de microSD. 
Está basado en Mediatek Helio X10 Octa-core 2.0 Ghz Cortex-A53 SOC con PowerVR G6200 GPU. La variante del teléfono Snapdragon, que se lanzó más tarde ese mismo año, está basado en Snapdragon 650 y tiene soporte microSD.

## 2016
En julio de 2016, los artistas chinos; Liu Shishi, Wu Xiubo y Liu Haoran se convirtieron en los primeros embajadores de la gama  Redmi de Xiaomi en China. Redmi Pro había aparecido como la gama Pro en la serie Redmi.
El 25 de agosto de 2016, Xiaomi presentó el Redmi Note 4, impulsado por el procesador deca-core Helio X20 de MediaTek con una velocidad de reloj de 2.1 GHz. El dispositivo tiene 2GB de RAM y 16GB de almacenamiento interno. Tiene una pantalla de 5.5" pulgadas Full-HD y una cámara trasera de 13MP y de 5MP la cámara delantera. Corre en la versión 5.1 Lollipop de Android y tiene una batería con una potencia de 4100 mAh.
En noviembre de 2016, Xiaomi lanzó su nuevo teléfono económico, Redmi 4. Tiene un cuerpo de policarbonato, un soporte con dual-SIM y corre en MIUI 8 basado en Android 6.0.1 Marshmallow. El Redmi 4 tiene una pantalla de 5" pulgadas con una resolución de 720x1280p, funciona con un procesador de cuatro núcleos a 1.4 GHz , y tiene 2GB de RAM.

## 2017
En enero de 2017, El Xiaomi Redmi Note 4x basado en el procesador Qualcomm Snapdragon 625, se convertía en el primer lanzamiento importante de la compañía de 2017. Es una versión mejorada de su predecesor Redmi Note 4 basado en el procesador MediaTek Helio X20. El dispositivo es también conocido como Redmi Note 4 en las regiones donde el Redmi Note 4 original no fue lanzado.
En diciembre de 2017, Xiaomi presentó el Redmi 5 y el 5 Plus. Son los primeros móviles en la gama Redmi con una pantalla de 18:9 de resolución. En UE (Unión Europea) el set fue lanzado en enero de 2018 y el precio del Redmi 5 era de 170€ y de 215€ el Redmi 5 Plus.

## 2021
Redmi lanza su primer móvil destinado exclusivamente a juegos. El Redmi K40 Gaming es un poderoso teléfono que incluye uno de los procesadores más poderosos de Mediatek para la fecha, el Dimensity 1200. Además de esto cuenta con una pantalla OLED con 120 Hz de tasa de refresco. Redmi lanza su móvil Redmi 9T. Este último tuvo serios problemas en su dispositivo a la hora de reiniciar o apagar el equipo, ya que queda la pantalla en un modo oscuro al que le llaman de seguridad. Pero que por ejemplo en Uruguay no tiene arreglo.